# 1799年石屏地震
1799年石屏地震，是指发生在1799年8月27日（清嘉庆四年七月二十七日）中国云南省石屏州宝秀的一场地震，此次地震的震级为Ms 7，烈度达到IX度。宝秀地处石屏-建水地震带上。

## 震害情况
石屏州城四门城楼、墩台、卷硐炮台全部坍塌，城墙、庙宇、官署、民房仓库等多处坍塌。石屏州倒塌瓦房5,728间、草房9,286间，死2,221人、伤1,149人，受灾人口14,743人，农田损毁653亩；建水县倒塌瓦房534间、草房1,538间，死30人，伤55人，受灾人口2,107人；新平县也有房屋倒塌的记载，昆明、路南、江川、蒙自、开远等地有震感。:35:85:107